# 5 de Junio
5 de Junio är en ort i Mexiko.   Den ligger i kommunen Navojoa och delstaten Sonora, i den västra delen av landet, 1 400 km nordväst om huvudstaden Mexico City. 5 de Junio ligger 21 meter över havet och antalet invånare är 434.
Terrängen runt 5 de Junio är mycket platt. Runt 5 de Junio är det ganska glesbefolkat, med 35 invånare per kvadratkilometer. Närmaste större samhälle är Navojoa, 14,0 km nordost om 5 de Junio. Trakten runt 5 de Junio består till största delen av jordbruksmark.